# 保罗·冈萨雷斯
保罗·冈萨雷斯（西班牙語：Paul Gonzales，1964年4月18日—），美国男子拳击运动员。他曾代表美国参加1984年夏季奥林匹克运动会拳击比赛，获得男子48公斤级金牌。他也曾参加1983年泛美运动会。